# 岔路河
岔路河，位于中华人民共和国吉林省中部，是饮马河右岸支流。河名源自满语（满文：ᠵᠠᠯᡠ，转写：jalu），含义为“满”，意为“水量大的河”。发源于磐石市取柴河镇吉林哈达岭太平岭北侧，向北流经取柴河镇，过山湾子村进入永吉县，流经永吉县双河镇、星星哨水库、岔路河镇，西北流至万昌镇吴家屯（原属官厅乡）西北汇入饮马河。全长102.6公里，河道平均比降1.6‰，流域面积1076平方公里。年均径流量2.6亿立方米。
岔路河上游山高坡陡，河道坡降大，是永吉县局部暴雨集中区，洪水具有峰高量大的特点，下游万昌一带地势低洼，极易泛滥成灾。中下游4个乡镇共有易涝耕地近7200公顷，是吉林市境内最大涝区。中华人民共和国成立后，为根治水患，先后兴建星星哨水库等水利设施，使万昌涝区变成水田灌区，灌区生产的“万昌大米”闻名全国，该灌区已成为吉林省重点水稻产区。